# Hagenau (Buch am Wald)

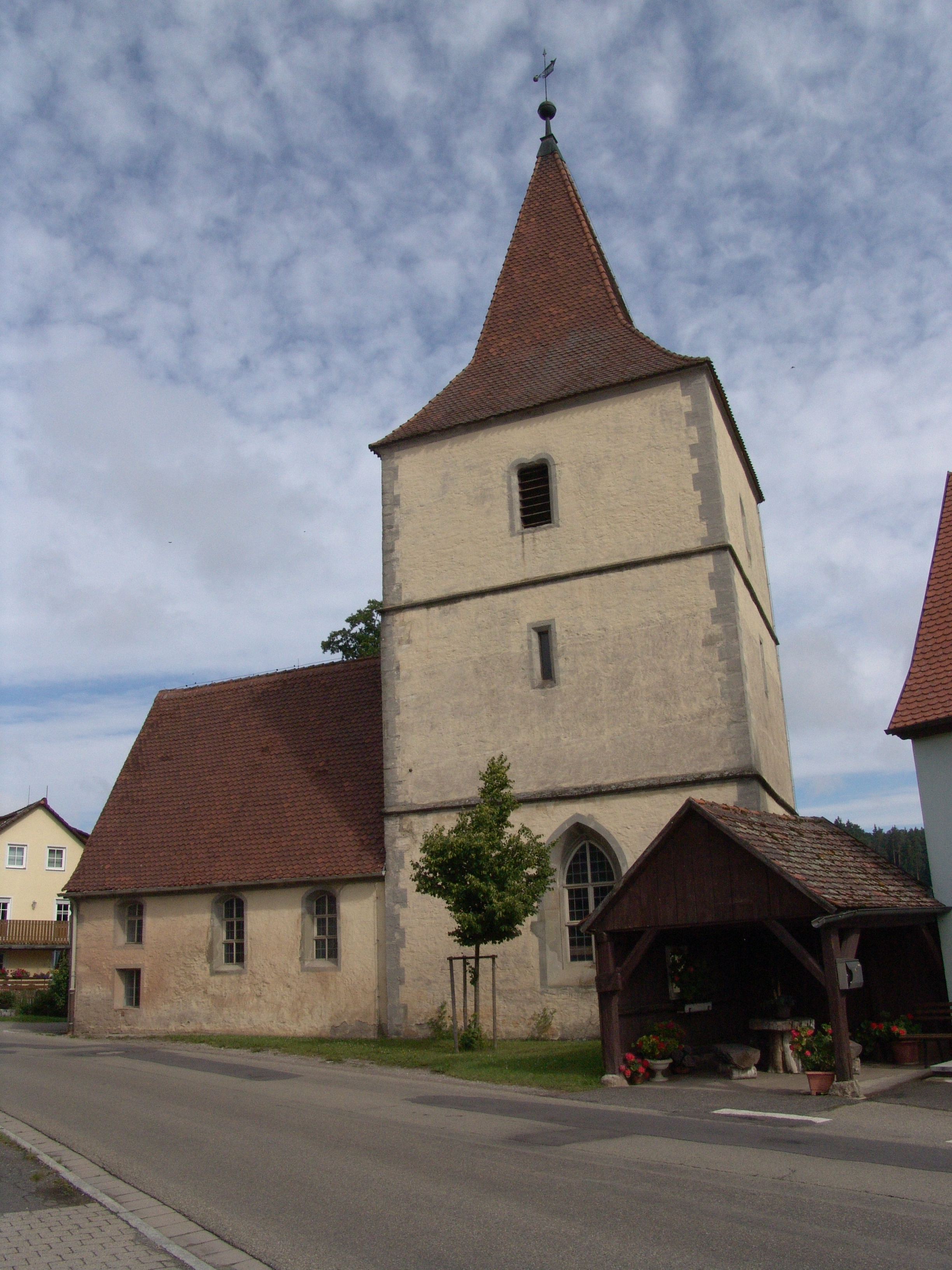
Hagenau 9: Evang.-luth. Filialkirche Zu Unserer Lieben Frau

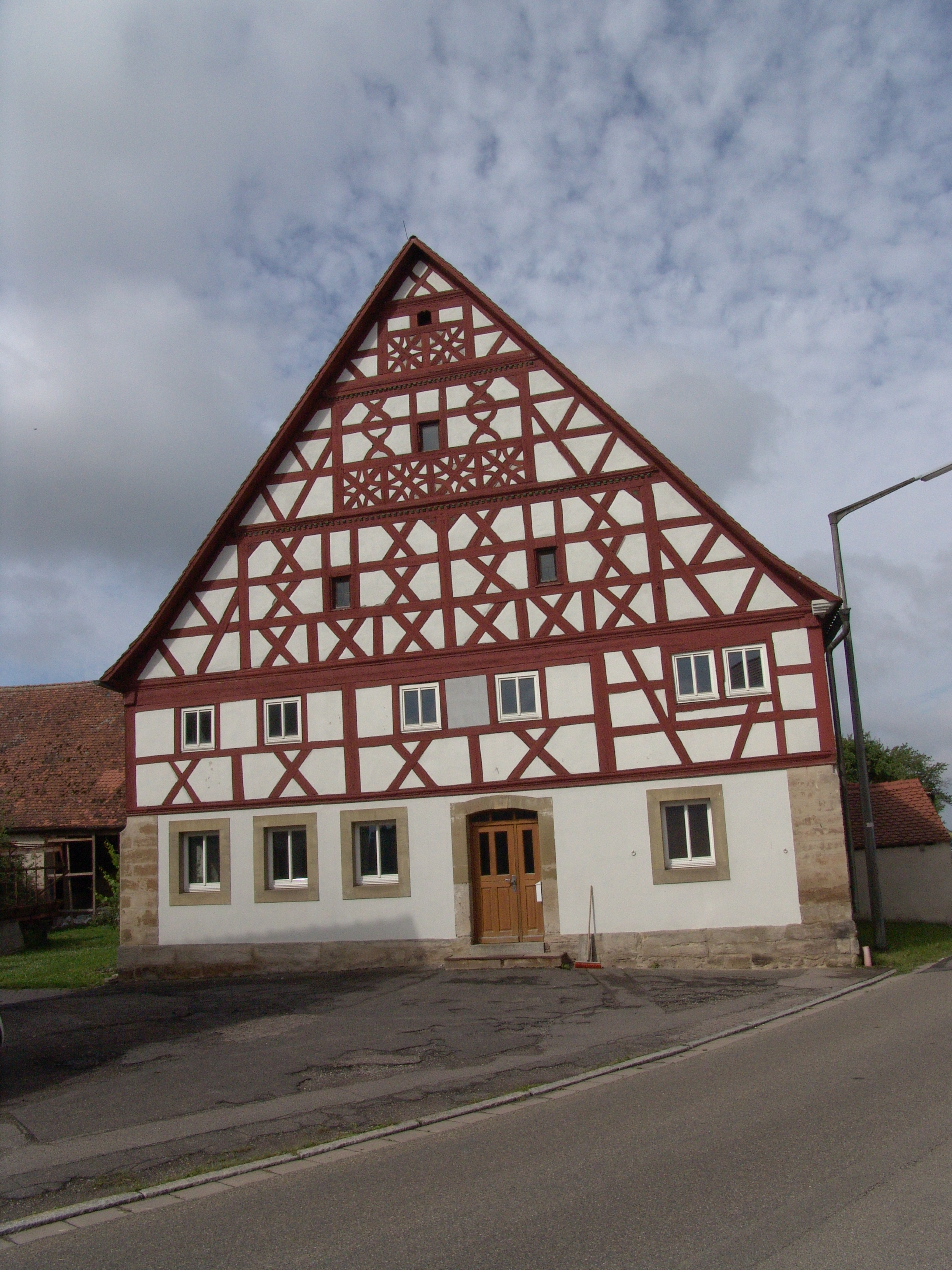
Hagenau 12: Ehemaliges Gasthaus

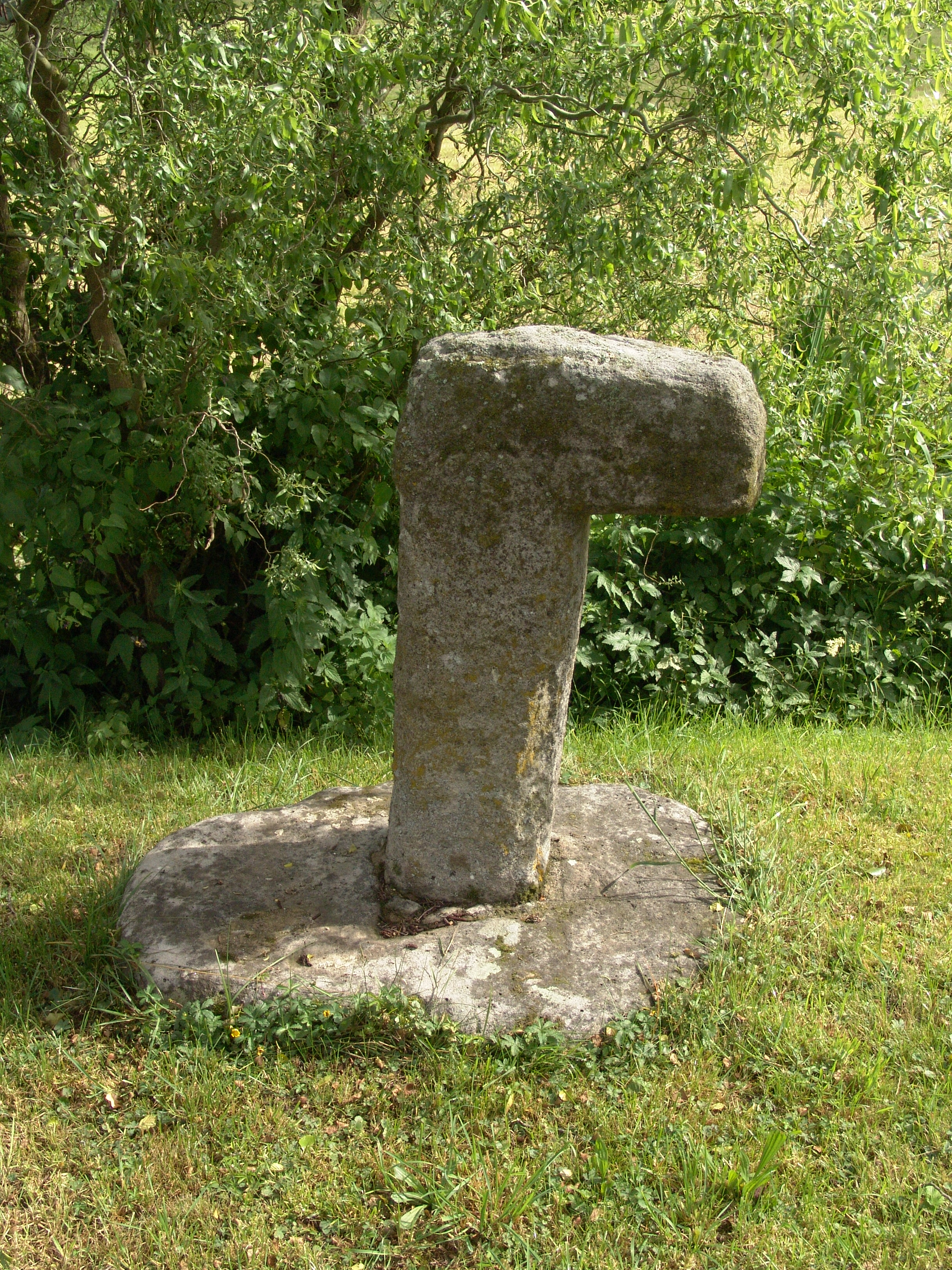
Steinkreuz

Hagenau ist ein Gemeindeteil der Gemeinde Buch am Wald im Landkreis Ansbach (Mittelfranken, Bayern). Die Gemarkung Hagenau hat eine Fläche von 7,664 km². Sie ist in 490 Flurstücke aufgeteilt, die eine durchschnittliche Fläche von 15.640,17 m² haben. In ihr liegen neben dem namensgebenden Ort die Gemeindeteile Berbersbach, Leimbachsmühle und Morlitzwinden und die Birken- und Rufenmühle.

## Geografie
Im Kirchdorf fließt das Froschbächlein mit dem Traisdorfer Bach zum Hagenbach zusammen. Nördlich des Ortes grenzt das Waldgebiet Ofenloch an, 0,5 km im Süden liegt das Pöbelholz. 1,25 km südlich erhebt sich der Untere First (507 m ü. NHN), 1,25 km südöstlich der Lange First (490 m ü. NHN).
Die Staatsstraße 2249 führt nach Schönbronn (3,5 km westlich) bzw. nach Clonsbach (3 km östlich). Die Kreisstraße AN 5 führt an Berbersbach vorbei nach Buch am Wald (1,5 km nordöstlich). Eine Gemeindeverbindungsstraße führt zur AN 34 bei Traisdorf (1,8 km südwestlich).

## Geschichte
Erstmals schriftlich erwähnt wurde der Ort in einer Wildbannurkunde vom 1. Mai 1000, in der die Schenkung der Jagdrechte von Kaiser Otto III. an Heinrich I., dem damaligen Bischof von Würzburg, beschrieben wird. Urkunden berichten von einem Rittergeschlecht Herren von Bernheim in Hagenau. 
Im 16-Punkte-Bericht des brandenburg-ansbachischen Oberamts Colmberg von 1608 wurden für Hagenau 17 Mannschaften verzeichnet, die alle die Herren von Seckendorff zu Jochsberg als Grundherrn hatten. Das Hochgericht übte das Vogtamt Colmberg aus. Dem entspricht der 16-Punkte-Bericht des Amtes Leutershausen von 1608. Auch 1681 wurde Hagenau sowohl im 16-Punkte-Bericht des Oberamts Colmberg als auch im 16-Punkte-Bericht des Amtes Leutershausen erwähnt. Nach dem Colmberger Bericht gab es in Hagenau 17 Mannschaften. Die grundherrschaftlichen Verhältnisse waren unverändert. Nördlich des Baches übte das Vogtamt Colmberg das Hochgericht aus, südlich des Bachs das Stadtvogteiamt Leutershausen, was jedoch von Hohenlohe-Schillingsfürst strittig gemacht wurde und erst 1710 durch einen Vertrag zugunsten von Colmberg und Leutershausen beigelegt werden konnte. Nach dem Leutershausener Bericht soll es in Hagenau 19 Mannschaften gegeben haben.
Gegen Ende des 18. Jahrhunderts gab es in Hagenau 20 Anwesen (4 Höfe, 3 Halbhöfe, 1 Halbhof mit Tafernwirtschaft, 7 Köblergüter, 1 Köblergut mit Tafernwirtschaft, 1 Schmied-Söldengütlein, 2 halbe Söldengütlein, 1 halbes Köblergut). Das Hochgericht nördlich des Bachs übte nach wie vor das Vogtamt Colmberg aus, südlich des Bachs das Stadtvogteiamt Leutershausen. Die Dorf- und Gemeindeherrschaft und die Grundherrschaft über alle Anwesen hatte das Vogtamt Jochsberg. Neben den Anwesen gab es die Filialkirche und kommunale Gebäude (Hirtenhaus, Brechhaus). Von 1797 bis 1808 unterstand der Ort dem Justizamt Leutershausen und Kammeramt Colmberg.
1806 kam Hagenau zum Königreich Bayern. Im Rahmen des Ersten Gemeindeedikts wurde Hagenau dem 1808 gebildeten Steuerdistrikt Buch am Wald und der 1810 gegründeten Ruralgemeinde Buch am Wald zugeordnet. Mit dem Zweiten Gemeindeedikt (1818) entstand die Ruralgemeinde Hagenau, zu der Berbersbach, Birkenmühle, Leimbachsmühle, Morlitzwinden und Rufenmühle gehörten. Sie war in Verwaltung und Gerichtsbarkeit dem Landgericht Leutershausen zugeordnet und in der Finanzverwaltung dem Rentamt Colmberg. Ab 1858 gehörte Hagenau zum Landgericht Schillingsfürst und ab 1862 zum Bezirksamt Rothenburg ob der Tauber (1939 in Landkreis Rothenburg ob der Tauber umbenannt). Die Gerichtsbarkeit blieb beim Landgericht Schillingsfürst (1879 in Amtsgericht Schillingsfürst umbenannt), von 1927 bis 1973 war das Amtsgericht Rothenburg ob der Tauber zuständig, das anschließend zur Zweigstelle des Amtsgerichts Ansbach wurde. Die Finanzverwaltung wurde 1858 vom Rentamt Rothenburg ob der Tauber übernommen (1919 in Finanzamt Rothenburg ob der Tauber umbenannt, seit 1973 Zweigstelle des Finanzamts Ansbach). Die Gemeinde hatte 1964 eine Gebietsfläche von 7,634 km².
Am 1. Juli 1972 kam die Gemeinde Hagenau im Zuge der Gebietsreform in Bayern zum Landkreis Ansbach, am 1. Januar 1974 wurde sie nach Buch am Wald eingemeindet.

### Baudenkmäler
In Hagenau gibt es vier Baudenkmäler:
- Evangelisch-lutherische Tochterkirche Zu Unserer Lieben Frau: Chorturmkirche, Ende 15. Jahrhundert; mit Ausstattung.
- Haus Nr. 8: Zugehörig Fachwerkscheune mit Schopfwalmdach, 1798.
- Haus Nr. 12: Gasthaus, Fachwerkobergeschoss, 18. Jahrhundert
- Zwei Steinkreuze: spätmittelalterlich; nördlich der Kirche am Leimbach.

ehemalige Baudenkmäler
- Haus Nr. 2: Erdgeschossiges Wohnstallhaus mit Fachwerkgiebel des 18. Jahrhunderts und späterem Zwerchgeschoss.[20]
- Flachsbrechhaus am Laimbach in Richtung Buch am Wald. 19. Jahrhundert[20]

### Einwohnerentwicklung

#### Gemeinde Hagenau
| Jahr      | 1818   | 1840   | 1852   | 1855   | 1861   | 1867   | 1871   | 1875   | 1880   | 1885   | 1890   | 1895   | 1900   | 1905   | 1910   | 1919   | 1925   | 1933   | 1939   | 1946   | 1950   | 1952   | 1961   | 1970   |
| Einwohner | 227    | 190    | 187    | 185    | 195    | 210    | 217    | 224    | 232    | 220    | 201    | 185    | 184    | 197    | 211    | 216    | 177    | 163    | 158    | 271    | 288    | 245    | 191    | 152    |
| Häuser    | 42     | 39     |        |        |        |        | 40     |        |        | 37     | 37     |        | 37     |        |        |        | 38     |        |        |        | 41     |        | 34     |        |
| Quelle    | [ 22 ] | [ 23 ] | [ 24 ] | [ 24 ] | [ 25 ] | [ 26 ] | [ 27 ] | [ 28 ] | [ 29 ] | [ 30 ] | [ 31 ] | [ 24 ] | [ 32 ] | [ 24 ] | [ 33 ] | [ 24 ] | [ 34 ] | [ 24 ] | [ 24 ] | [ 24 ] | [ 35 ] | [ 24 ] | [ 16 ] | [ 36 ] |

#### Ort Hagenau
| Jahr      | 001818 | 001840 | 001861 | 001871 | 001885 | 001900 | 001925 | 001950 | 001961 | 001970 | 001987 |
| Einwohner | 112    | 103    | 105    | 123    | 108    | 93     | 88     | 139    | 94     | 85     | 70     |
| Häuser    | 22     | 22     |        |        | 18     | 19     | 20     | 20     | 17     |        | 17     |
| Quelle    | [ 22 ] | [ 23 ] | [ 25 ] | [ 27 ] | [ 30 ] | [ 32 ] | [ 34 ] | [ 35 ] | [ 16 ] | [ 36 ] | [ 1 ]  |

## Religion
Seit dem 15. Jahrhundert gibt es im Ort eine Kirche, die „unserer lieben Frau“, also der Heiligen Jungfrau Maria gewidmet ist. Heute (Stand: 2010) zählt diese Kirchengemeinde, die zuweilen eine Pfarrgemeinde war, 77 Gemeindemitglieder. Sie gehört zur Pfarrei St. Maria Magdalena (Gastenfelden), die seit der Reformation protestantisch ist. Die Katholiken sind nach Kreuzerhöhung (Schillingsfürst) gepfarrt.